# Велики православни крст (Сомбор)
Велики православни крст је најстарије сачувано верско спомен-обележје у граду на јавном простору које се налази у порти Велике православне цркве, направљено 1795. године, а чија реплика је данас на Тргу светог Ђорђа у Сомбору у Западнобачком округу, направљена 2011. године.

## Велики православни крст у порти Велике православне цркве
Велики православни крст који се налази у порти Велике православне цркве сачињен је од ружичастог маохачког камена из Мађарске и висине 7.50 метара.
Подигнут је 1795. године и све до Другог светског рата налазио се и домимирао Светогеоргијевским тргом (Трг светог Ђорђа). Висином и положајем био је доминантни просторни објекат на тргу.
На постаменту крста написано је:
```
Крст је подигла православна црквена општина сомборска
[
1
]
```

Крст је обновљен 1875. године, а 1895. године му је придодата и гвоздена ограда.
Јулијана Паланачки, супруга песника Лазе Костића о своме трошку извршила његову темељну обнову 1904. године.
Док се налазио на тргу, крст је био средиште бројних догађања, углавном верске садржине сомборских Срба, попут Богојављенских празника и освећења водице; велика свечаност која је по традицији била праћена војничком парадом и почасном паљбом.
У порти се поред Великог православног крста налази и други, нешто мањи, мермерни крст од 1856. године, који се пре тога налазио испред Палате Кронић, адвоката и велепоседника Стевана Кронића.

## Реплика крста на Тргу светог Ђорђа
Свеобухватна обнова Трга светог Ђорђа урађена је између 2007. и 2010. године, у склопу реконструкције Главне улице. У току реконструкције главне улице пројектом је планирано и враћање барокног крста из 1795. године, из порте цркве на првобитну локацију, односно на Трг свертог Ђорђа.
Тада је  утврђено  да се због оштећења и начина како је уграђен, крст не може демонтирати и поново саставити. Израђена је копија, односно реплика крста од друге врсте камена.
На постаменту крста истог стила као оригинални, али од гранитног камена уклесане су две године, 1795. година подизања старог крста и 2011. када је подигнут нови крст, односно реплика. Крст је освећен 4. маја исте године.
На крсту је постављена бронзана спомен плоча са текстом Радивоја Стиканова, руководиоца Завичајног одељења Градске библиотеке "Карло Бијелицки":
```
  
У славу божју на месту великог православног крста из 
1795
. године, који је после Другог светског рата пренет

    у порту цркве Св.Георгија,подигнуто је ово свето знамење (1795- 2011)
[
1
]
```

Стручни надзор на изради и постављању вршио је архитекта Симе Јанчића, радове је извела каменорезачка радња "Хордоши" из Бездана.

## Галерија
- Велики православни крст на Тргу светог Ђорђа
- Бронзана табла са натписом на крсту који се налази на Тргу Светог Ђорђа
- Велики православни крст који се налази у порти Велике православне цркве
- Табла на крсту који се налази у порти Велике православне цркве
- Табла на крсту који се налази у порти Велике православне цркве
- Велики православни крст који се налази у порти Велике православне цркве